# Volunteers
Albums de Jefferson Airplane
Bless Its Pointed Little Head
(1969) The Worst of Jefferson Airplane
(1970)
Volunteers est un album du groupe de rock psychédélique Jefferson Airplane sorti en novembre 1969. Il a fait l'objet d'une controverse à sa sortie en raison du message pacifiste porté par ses chansons en pleine guerre du Viêt Nam. Un titre initialement envisagé pour l'album était Volunteers of Amerika. Ce titre fut abandonné sous la pression de la maison de production du disque RCA.
La photographie du groupe sur la pochette date de 1967. Elle fut prise alors que le groupe portait des déguisements pour le tournage du film promotionnel de leur single Martha.

## Enregistrement
Cet album, le sixième enregistré par le groupe, est le premier qu'ils aient enregistré dans sa totalité à San Francisco, dans le studio de Wally Heider. Ce studio, équipé en 16 pistes était alors à la pointe de la technologie en la matière. L'album est l'un des premiers enregistré sur 16 pistes et la pochette de l'album montre sur sa face arrière une photographie du magnétophone MM-1000 d'Ampex utilisé pour l'enregistrement. Ce matériel leur a permis de mixer l'album en stéréo et en quadriphonie. La deuxième version a été publiée en 1973, et les versions alternatives de We Can Be Together, Hey Fredrick, Wooden Ships et Volunteers sont aussi présentes sur la compilation Jefferson Airplane Loves You, sortie en 1992.
Parmi les musiciens extérieurs au groupe se trouvent Jerry Garcia à la guitare pedal stel, Nicky Hopkins au piano, Joey Covington aux percussions, David Crosby aux chœurs et Stephen Stills à l'orgue Hammond.

## Thèmes abordés
Cet album est considéré comme un stéréotype de la production du mouvement hippie de l'époque, par ses chansons contre la guerre et pro-anarchie. Les thèmes de la nature, de la vie en communauté et de l'écologie sont aussi l'objet des chansons The Farm et Eskimo Blue Day. Le titre de l'album initialement prévu, Volunteers of America, venait en fait d'un camion-poubelle qui réveilla le chanteur Marty Balin. Outre le titre, la controverse autour de cet album était suscitée par des paroles telles que « Up against the wall, motherfucker » (sur la première chanson) et « shit » (répété à plusieurs reprises dans Eskimo Blue Day).
Musicalement, l'album se caractérise par le jeu de guitare précis de Jorma Kaukonen (notamment sur les solos des chansons Hey Fredrick, Good Shepherd et Wooden Ships où les guitares se répondent) et par la présence au piano de Nicky Hopkins.

## Suites
Pour deux des membres du groupe, Marty Balin (fondateur) et Spencer Dryden (percussionniste), cet album fut le dernier enregistré avec Jefferson Airplane. Il est donc le dernier enregistré dans la configuration « classique » du groupe. L'album suivant ne sortit que deux ans plus tard, et Jack Casady et Jorma Kaukonen passeraient par la suite plus de temps à développer leur nouveau groupe Hot Tuna, tandis que Paul Kantner et Grace Slick eurent en 1971 une fille nommée China.

## Titres

### Face 1
1. We Can Be Together (Kantner) – 5:48
2. Good Shepherd (trad., arr. Kaukonen) – 4:21
3. The Farm (Kantner, Blackman) – 3:15
4. Hey Fredrick (Slick) – 8:26

### Face 2
1. Turn My Life Down (Kaukonen) – 2:54
2. Wooden Ships (Crosby, Kantner, Stills) – 6:24
3. Eskimo Blue Day (Slick, Kantner) – 6:31
4. A Song for All Seasons (Dryden) – 3:28
5. Meadowlands (trad., arr. Slick, Kantner) – 1:04
6. Volunteers (Balin, Kantner) – 2:08

### Titres bonus
La réédition CD parue en 2004 inclut cinq titres bonus enregistrés lors de concerts donnés au Fillmore East les 28 et 29 novembre 1969.
1. Good Shepherd (trad., arr. Kaukonen) – 7:20
2. Somebody to Love (D. Slick) – 4:10
3. Plastic Fantastic Lover (Balin) – 3:21
4. Wooden Ships (Crosby, Kantner, Stills) – 7:00
5. Volunteers (Balin, Kantner) – 3:26

## Musiciens

### Jefferson Airplane
- Grace Slick : chant, piano sur "The Farm", "Hey Fredrick", "Eskimo Blue Day" et "Volunteers", orgue sur "Meadowlands", flûte à bec sur "Eskimo Blue Day"
- Paul Kantner : chant, guitare rythmique
- Marty Balin : chant, percussions
- Jorma Kaukonen : chant, guitare solo
- Jack Casady : basse
- Spencer Dryden : batterie, percussions

### Musiciens supplémentaires
- Nicky Hopkins : piano (1, 4, 6, 8, 10)
- Stephen Stills : orgue Hammond (5)
- Jerry Garcia : guitare pedal steel (3)
- Joey Covington : percussions (5, 7)
- David Crosby : chœurs (6)
- The Ace of Cups (Mary Gammon, Marilyn Hunt, Diane Hurah, Denise Jewkes) : chœurs (3, 5)
- Bill Laudner ; cnaht sur "A Song for All Seasons"